# Subcultura goth

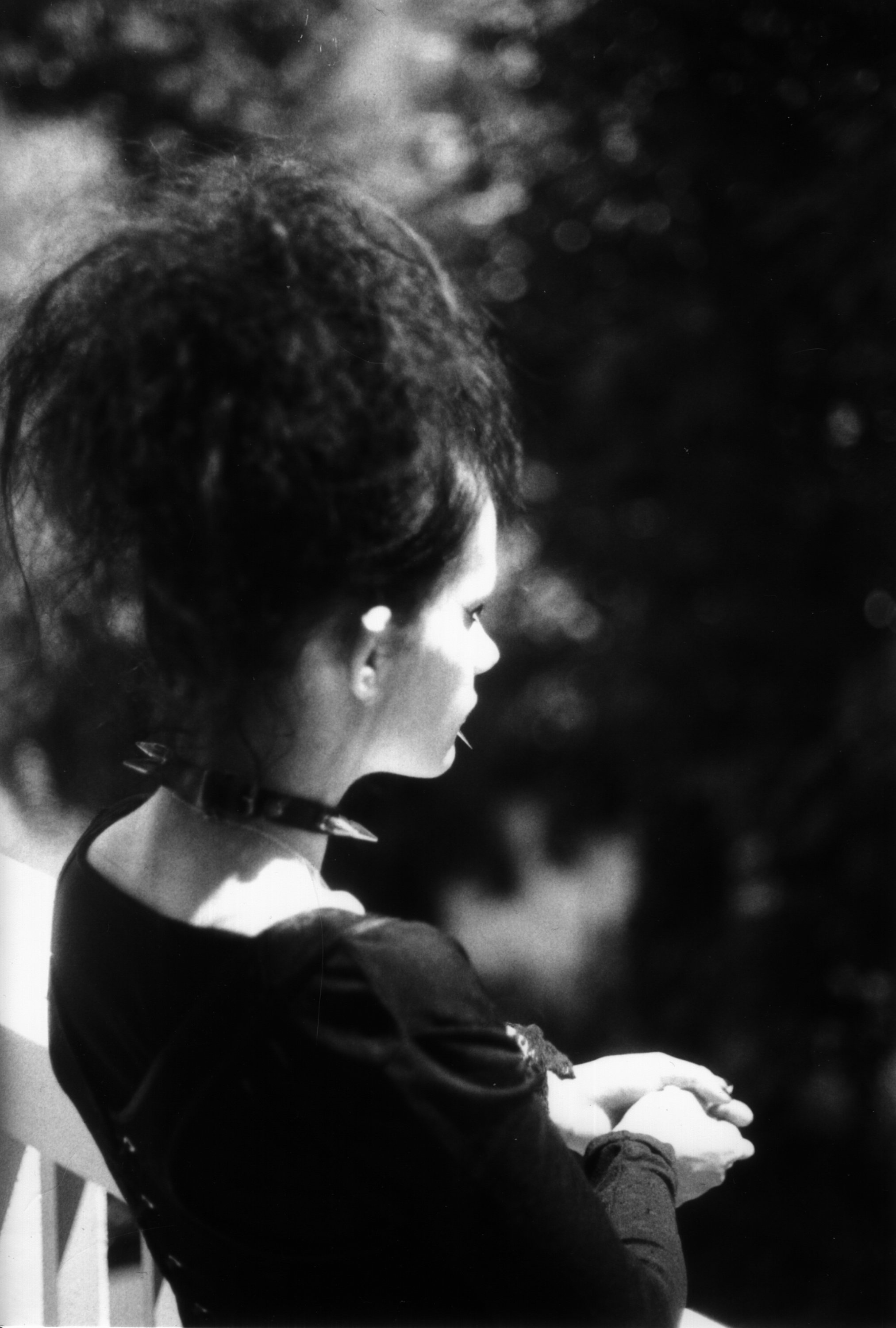
Fotografie cu estetica vestimentației Goth (negru și alb), prezentând o fată îmbrăcată în acest stil

Subcultura goth este o subcultură contemporană regăsită în multe țări. Ea a apărut în Marea Britanie, la începutul anilor 80, în sfera gothic rock, un derivat al genului post-punk. Subcultura goth a supraviețuit mult mai multă vreme, decât alte subculturi din acea eră și a continuat să se diversifice. Imaginile și înclinațiile culturale indică influențe din literatura gotică a secolului al nouăsprezecelea, filme horror și, la un nivel mai redus, din subcultura BDSM.
Subcultura Goth asociază gusturi în materie de muzică, estetică și modă, indiferent dacă membrii care împărtășesc aceste gusturi sunt într-adevăr membri ai subculturii goth. Muzica "gotică" este alcătuită dintr-o serie de stiluri diferite. Ceea ce au toate aceste stiluri în comun sunt linia melodică și viziunea lugubră și mistică.
Stilurile vestimentare în cadrul subculturii variază, elementele notabile fiind influențele stilurilor deathrock și punk, aspectului androgin, vestimentațiilor medievale, renascentiste și victoriene, sau orice combinație a celor menționate, împreună cu veșminte și machiaj de culoare neagră și coafuri simple, sau complexe, un model (ideal) fiind părul brunet.

## Modă

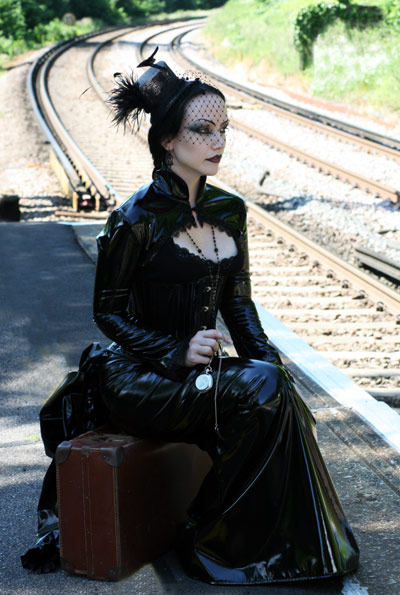
Modelul Gothic Lady Amaranth

Moda Goth este stereotipizată ca fiind o un stil vestimentar întunecat, uneori morbid, și eroticizat. Moda tipică include păr vopsit brunet, dermatograf negru, manichiură neagră, veșminte istorice negre; unii gotheri au și piercing-uri. Sunt împrumutate elemente ale stilurilor elisabetan, victorian, sau medieval și simboluri religioase (creștine sau păgâne) sau mitologice, cum ar fi cruci, ankh-uri, etc.
Nivelul la care gotherii respectă acest stil variază în funcție de individ și zonă geografică, cu toate că majoritatea gotherilor poartă ținute cu măcar o parte din aceste elemente.
Creatori de modă, precum Alexander McQueen și John Galliano, au fost descriși ca fiind practicanții unui "Haute Goth".

## Ideologie
Estetica și starea de spirit sunt parțial inspirate de romantism și neoromantism. Atracția gotherilor pentru imaginea întunecată, morbidă și misterioasă este în spiritul curentelor literare neo-romantice (sec. XVIII-XIX).
Alte elemente centrale ale gotherului sunt atitudinea teatrală și dramatizarea eului, elemente prezente deopotrivă în literatură, cât și în subcultură.
Gotherii, ca membri ai subculturii, nu susțin violența, dar o tolerează. Subcultura nu este bazată pe ură și agresivitate, ci pe recunoaștere și identificare. Ei se plâng de existența răului din societate, pe care mainstream-ul dorește să-l ignore sau să-l uite, de intoleranța maselor față de orice subcultură. Acestea sunt teme ce apar și în muzica Goth.
Gotherii sunt în general apolitici. Spre deosebire de mișcările contraculturilor hippie și punk, ce au fost radicale din punct de vedere social, rebeliunea subculturală a gotherilor nu conține un mesaj politic clar și nu aduc cu sine un activism social, ci este limitată la portretizarea societății contemporane.
În subcultura lor, accentul cade pe creativitate, intelectualizare și respingerea gândirii conservatoare și se poate observa o tendință către cinism. Cu toate acestea, este de reținut că ideologia lor este mai mult bazată pe estetică decât pe etică și politică.
Chiar dacă unii membri prezintă înclinații către anarhie sau liberalism, ei nu le exprimă ca fiind parte din identitatea lor culturală. Astfel, înclinațiile politice, sau religia adoptată sunt elemente ce țin de individ, nu de grup. Cu toate că nu există legături spirituale între membri, multe formații integrează în muzica lor supranaturalul, spiritualitatea și imaginile religioase. Motivele pentru care aceste elemente sunt prezente sunt pentru a exprima afilierea la o religie, satira sau doar ca scop decorativ.
În timp ce apartenența la această subcultură poate împlini individul, este și un lucru riscant pentru tineri, deoarece atenția negativă și prejudecățile publicului larg deformează valorile "vizibile" ale acesteia. Tânărul informat va fi tratat ca o persoană antisocială, exclus de anumite persoane, sau disprețuit, iar tânărului neinformat îi vor fi alimentate tendințele antisociale, pe care acesta le percepe în viziunea exterioară subculturii. Imaginea deformată a culturii goth a fost alimentată în primul rând de imaginea șocantă a gotherilor, iar în al doilea rând de tineri prost informați, fascinați superficial de subcultură, care nu au făcut niciodată parte din subcultură, dar care au adoptat ținuta, lucru ce a generat confuzia societății. Scandalurile legate de crimele din școlile americane au întărit imaginea deformată asupra subculturii.

## Confuzii frecvente
Membrii subculturii Goth, sunt confundați cu membrii subculturii Emo. În realitate, majoritatea subculturilor sferei Dark sunt revoltați de subcultura Emo, considerând-o "superficială", "ridicolă" și "defăimătoare".
Deseori se face confuzie între muzica Goth (derivată din post-punk) și Gothic Metal (muzică derivată din Heavy Metal).